# 水口隆三
水口 隆三（みずぐち りゅうぞう、1879年（明治12年）6月14日 - 没年不詳）は、朝鮮総督府官僚。

## 経歴
愛媛県温泉郡道後村（現在の松山市）出身。1907年（明治40年）に東京帝国大学法科大学政治科を卒業し、大蔵属となる。翌年、高等文官試験に合格。1909年（明治42年）より統監府書記官、大韓帝国度支部事務官・大邱財務監督局勤務、平壌財務監督局勤務、朝鮮総督府事務官・平安南道財務部長、同第二部長、度支部関税課長、同税務課長、財務局税務課長、同理財課長・監察官、専売局事務官、営林廠長などを歴任。1925年（大正14年）、専売局長に就任し、1928年（昭和3年）に慶尚南道知事に転じた。